# Episodi di Elisa di Rivombrosa (seconda stagione)
La seconda stagione della serie televisiva Elisa di Rivombrosa, conosciuta anche come Elisa di Rivombrosa - Parte seconda, è stata trasmessa per la prima volta dal 22 settembre al 1º dicembre 2005 su Canale 5 in prima serata.
In questa stagione ritornano i protagonisti: Vittoria Puccini, Antonella Fattori, Jane Alexander, Pierluigi Coppola, Cesare Bocci e Linda Batista.  Alessandro Preziosi e Luca Ward partecipano solo ai primi due episodi. Nuovi personaggi regolari sono invece: Antonio Cupo (Christian Grey), Giovanni Guidelli (Victor Benac), Raffaello Balzo (Armand Benac), Elena Russo (Rossana Chevalier), Marco Leonardi (Gaetano Capece), Fiorenza Marchegiani (Cristina di Conegliano), Sergio Assisi (Nicola di Conegliano) e Monica Scattini (Eugenia Bonomi). Marzia Ubaldi (Amelia) ed Emanuela Garuccio (Celeste) vedono i loro ruoli ampliati, mentre dalla prima stagione tornano i personaggi ricorrenti di Marina Giordana, Sabrina Sirchia, Simona Mastroianni, Gianni Musy, Eleonora Mazzoni e Ralph Palka.
Altri personaggi ricorrenti minori sono: Tommaso Ragno (Re Vittorio Amedeo III), Stefano Quatrosi (Ercole Salvati di Cerreto), Anne Valérie Lefèvre (Madame Roland), Domenico Fortunato (Bruno), Sergio Solli (Domenico), Paolo Lorimer (Charles Benton), Leandro Amato (Ninì), Victor Alfieri (Zanni La Morte), Ivan Venini (Frà Simone), Paola Carleo (Maria), Patrick Rossi Gastaldi, Benedetta Valanzano (Immacolata), Michele De Marchi, Micol Santilli (Agnese Ristori II), Gaetano Cafaro (Ciro), Guido Carlo Alleva, Carlotta Previati (Emilia Radicati da adulta), Daniel Hoskins Tschirley (Martino Ristori da adulto), Francesco Bolo Rossini (Cavenna), Isadora Gatti (Regina Carolina), Elisabetta Pellini (Juliette Benac), Pino Strabioli, Eliano Omar Lodesani, Maria Grazia Adamo, Gianfelice Imparato, Igor Horvat, Eleonora Neri (Suor Cecilia), Diego Casale (Carlone), Massimo Sarchielli (Biagio). 
I protagonisti della stagione sono Elisa Scalzi, Anna Ristori e il principe Cristiano Caracciolo di Montesanto. Gli antagonisti principali sono nuovamente Ottavio Ranieri (nei primi due episodi) e Lucrezia Van Necker, mentre gli antagonisti secondari sono il Barone di Conegliano, il marchese Salvati, Armand e Victor Benac.
| nº            | Titolo               | Prima TV Italia   | Telespettatori | Share  |
| ------------- | -------------------- | ----------------- | -------------- | ------ |
| 1             | Primo episodio       | 22 settembre 2005 | 6.230.000      | 23,54% |
| 2             | Secondo episodio     | 28 settembre 2005 | 5.968.000      | 22,71% |
| 3             | Terzo episodio       | 29 settembre 2005 | 6.618.000      | 25,58% |
| 4             | Quarto episodio      | 6 ottobre 2005    | 6.456.000      | 25,47% |
| 5             | Quinto episodio      | 13 ottobre 2005   | 6.204.000      | 24,53% |
| 6             | Sesto episodio       | 20 ottobre 2005   | 5.613.000      | 20,00% |
| 7             | Settimo episodio     | 27 ottobre 2005   | 5.379.000      | 19,48% |
| 8             | Ottavo episodio      | 3 novembre 2005   | 5.736.000      | 21,57% |
| 9             | Nono episodio        | 10 novembre 2005  | 5.733.000      | 21,56% |
| 10            | Decimo episodio      | 17 novembre 2005  | 5.958.000      | 23,65% |
| 11            | Undicesimo episodio  | 20 novembre 2005  | 5.459.000      | 20,20% |
| 12            | Dodicesimo episodio  | 24 novembre 2005  | 6.387.000      | 25,31% |
| 13            | Tredicesimo episodio | 1 dicembre 2005   | 6.949.000      | 26,52% |
| Media auditel | Media auditel        | Media auditel     | 6.053.000      | 23,09% |

## Primo episodio
Dopo aver sventato la congiura ai danni del Re, Elisa e Fabrizio Ristori possono finalmente coronare il loro sogno d'amore. I due si sposano nella Pieve di Rivombrosa e alla celebrazione partecipa anche sua Maestà Carlo Emanuele III. Il loro amore è però in pericolo: il duca Ottavio Ranieri viene fatto evadere dal carcere per ordine del figlio del Re, il Principe Vittorio Amedeo, a favore dell'ex-Congiura ai danni del padre, dopo aver saputo che cosa era al momento dell'arresto di Ranieri. Anna vive felicemente la relazione con il dottor Antonio Ceppi, ma nella sua vita si insinua la presenza del Marchese Ercole Salvati di Cerreto amico del defunto marito Alvise. A Rivombrosa si presentano Victor e Armand Benac, due borghesi che chiedono il rientro di un debito maturato durante la gestione della tenuta di Alvise. Fabrizio si impegna a restituire personalmente il debito nonostante Anna si sia proposta di vendere Palazzo Radicati per estinguerlo. Nel frattempo Elisa partorisce il frutto del suo amore con Fabrizio: La piccola Agnese, in onore della Contessa Ristori. Ranieri nel frattempo si trova relegato in un palazzo posto all'estremità del Regno di Sardegna. Il re muore. Su Rivombrosa si abbatte una terribile epidemia che causa l'infezione al piccolo Martino. Fabrizio è al capezzale del figlioletto ed Elisa, nonostante i divieti impostigli, raggiunge il lazzaretto nel quale è ricoverato il piccolo.

## Secondo episodio
Elisa e Fabrizio assistono un Martino quasi morente. Gli interventi di Antonio e suor Margherita sembrano essere vani e così i Conti Ristori decidono di portare il bambino nella loro cascina di caccia. I due innamorati aiutano il piccolo con cure certamente non convenzionali. Nonostante ciò, Martino si riprende e insieme i tre tornano a Rivombrosa. Il Principe Savoia viene incoronato e assume il nome di Re Vittorio Amedeo III. Temendo gesti di ritorsione ordina ai suoi di far esiliare Ranieri. Il Duca sfugge ai soldati e fa ritorno a Rivombrosa. Lo spietato nemico dei Ristori cerca di intraprendere un'alleanza con i Benac per distruggere Fabrizio. Mentre il fratello maggiore, Victor, scaccia in malo modo il cospiratore, il fratello minore Armand, ambizioso e deciso a prendersi la tenuta di Rivombrosa stringe un patto mortale con Ranieri. Nel frattempo Elisa e Fabrizio celebrano il battesimo della piccola Agnese tra il calore degli amici di sempre. Ranieri e Armand incendiano il deposito dell'uva facendo perdere il raccolto a Fabrizio. Il Conte ritrova tra la cenere parte di una medaglia appartenente ai Fratelli della Luce, i cospiratori della congiura. Nel giorno di Natale il Duca e Benac organizzano un'imboscata ai danni di Fabrizio che, dopo una sparatoria per autodifesa con gran parte degli scagnozzi di Ranieri, si ritrova faccia a faccia con quest'ultimo. I due duellano ed è Fabrizio a vincere, trafiggendo e uccidendo Ranieri. Ma, mentre torna alla sua tenuta, il conte viene ucciso da Armand Benac, che era rimasto nascosto nei boschi con un altro scagnozzo. Il cavallo di Ristori, con in groppa il suo cadavere, arriva a Rivombrosa e viene ritrovato da una disperata e sconvolta Elisa. 

## Terzo episodio
L'agguato a Fabrizio sconvolge l’intera contea di Rivombrosa e annichilisce in particolare la famiglia Ristori. Il rinvenimento del cadavere del duca Ranieri riporta ad un oscuro passato che tutti speravano svanito. Elisa, distrutta e ancora incredula rispetto all’idea di aver perso il proprio amato, si rinchiude in un assordante e devastante silenzio. Mentre Anna e Antonio organizzano e gestiscono i funerali di Fabrizio, Victor Benac scopre che il fratello Armand è coinvolto nell’omicidio del conte Ristori. Armand riesce però a nascondere di essere stato l’esecutore materiale dell’omicidio, scaricando ogni responsabilità sul defunto Ranieri. Victor non sente ragioni e decide di cacciare il fratello, obbligandolo a rientrare a Lione. 
Gli anni passano e a quasi tre anni da questi tragici eventi, Elisa, mai del tutto ripresa dal lutto subito, ha ripreso in mano le redini della tenuta e, aiutata da Angelo, prova a recuperare il denaro necessario a saldare il debito con i Benac. Anna, sempre più sola a Torino a causa delle assenze sempre più diffuse di Antonio, continua a frequentare il marchese Salvati e il suo circolo di nobili. Tra questi fa la conoscenza di madame Rossana Chevalier, ambiziosa signora proveniente da Parigi, leggera e un po’ civettuola, assai amica di Salvati. La speranza di Anna è quella, tramite queste conoscenze, di ottenere un aiuto dal sovrano. Armand rientra in Piemonte e comincia a fare pressioni su Elisa sostenendo la necessità di rientrare del debito al più presto. Nonostante l’intercessione del Prefetto Terrazzani, il Re rifiuta anche solo di ricevere Elisa. La contessa, profondamente indignata da trattamento riservato alla famiglia dell’uomo che sacrificò la propria vita per salvare la corona, decide di sottoscrivere un contratto con Victor: se non sarà in grado di restituire il debito entro quattro settimane, Rivombrosa sarà sua. Victor, innamorato di lei e ormai divenuto imprescindibile punto di riferimento per Martino, non vuole accettare di sottoscrivere la scrittura, ma Elisa insiste. Infatti, avendo ritrovato la lettera che Fabrizio voleva indirizzare al barone di Conegliano chiedendogli un aiuto economico, ha un’intuizione: partire per Napoli e chiedere l’aiuto del barone di persona. Anna torna a vivere a Rivombrosa insieme ad Emilia, la cui istruzione viene affidata a Celeste, mentre Elisa, con Agnese e Amelia, parte per Genova per imbarcarsi verso il Regno delle Due Sicilie. Armand, scoperte le intenzioni della contessa, assolda tre sicari e ordina l’uccisione di Elisa. A Genova la carrozza viene assalita e solo l’intervento di un uomo misterioso riesce ad evitare il peggio. Elisa rimane folgorata dal suo salvatore: il capitano Cristian Grey.

## Quarto episodio
Elisa, Agnese e Amelia, scosse dall’agguato subito, cercano una nave che le possa condurre a Napoli ma la prima disponibile salperà a distanza di due giorni. Il capitano Grey, conscio del rischio che corre Elisa, la invita a partire con la nave postale da lui capitanata. Nonostante le reticenze di Amelia, Elisa decide di accettare per evitare di dover attendere altri giorni. Anna nel frattempo riceve Angelo a Rivombrosa di ritorno da Genova dove aveva accompagnato la contessa al porto. Se la marchesa Radicati ignora l’attentato subito su esplicito ordine di Elisa, Victor viene informato dell’accaduto e, in breve tempo, accusa Armand di aver ordito la trappola. Con una bravura degna di un commediante, il giovane Benac riesce ad ingannare il fratello e a farsi ritenere assolutamente estraneo a quanto successo. Sulla nave diretta a Napoli, Elisa fa la conoscenza di sir Benton, archeologo inglese, e cerca di comprendere il motivo della freddezza del capitano Grey. Cristian rifugge ogni domanda e ogni tentativo della contessa di comprendere le ragioni del suo essere così introverso. Nonostante l’apparente maleducazione, Elisa coglie da più aspetti e più conversazioni la sensibilità che contraddistingue Cristian e si convince della sua bontà d’animo. Anna intanto prosegue la sua conoscenza con Salvati e Rossana Chevalier. Madame Rolland, ex amante di Ercole, fa una scenata di gelosia durante uno dei pomeriggi a palazzo Salvati. L’uomo, dopo la sua ascesa a corte, ha abbandonato l’amante e ora ha un unico obiettivo: conquistare Anna. La donna, impensierita dalle parole di Rossana, si convince che Antonio le manchi di attenzioni per via di un’amante. Così, seguendolo di nascosto, la marchesa ha un’amara sorpresa: Antonio fa esperimenti e studi non consentiti sui cadaveri per poter trovare una cura contro il colera. 
Nel frattempo Elisa arriva a Napoli e dice addio a Cristian. Sbarcata, lei, Agnese e Amelia vengono rapite da un giovane di nome Gaetano. Mentre stanno subendo una rapina, all’improvviso, appare Isabella, la vecchia dama di compagnia di Lucrezia Van Necker da tutti creduta morta. Salvatasi, dalla coltellata di Lucrezia, Isabella vive ora con Gaetano ed è la regina dei lazzaroni, il popolo del quartiere dei Quattro Venti. Elisa si reca a Palazzo Conegliano per incontrare il barone Michele ma ad accoglierla c’è solo la moglie Cristinella: il marito è morto qualche mese prima. La baronessa ricorda l’azione di Fabrizio che salvò la vita del marito e promette a Elisa che il figlio, il quale rientrerà da un viaggio entro due giorni, aiuterà la famiglia Ristori onorando il padre. Durante la prima cena offerta da Cristinella Elisa ritrova Cristian: a sorpresa l’uomo si spaccia per l’archeologo sir Benton, nascondendo la sua vera identità.

## Quinto episodio
Elisa, scossa dall’aver ritrovato Cristian a Palazzo Conegliano sotto mentite spoglie, decide di nascondere a casa di Isabella la piccola Agnese e Amelia. Il capitano Grey, sempre più avvolto dal mistero, intima alla contessa di lasciare il palazzo preannunciando un evento nefasto. Elisa, sdegnata, rifiuta e stringe un bel rapporto con la baronessa Cristinella. Proprio quest’ultima, al rientro del figlio Nicola, sponsorizza Elisa affinché possa ottenere l’aiuto economico necessario a salvare Rivombrosa. Cristian, nel frattempo, scopre che il barone Michele, padre di Nicola e marito di Cristinella, è morto e la vendetta che voleva scatenare viene quindi temporaneamente arrestata. Il barone Nicola invita Elisa e Cristian alla casa da gioco di Napoli posseduta da Eugenia Bonomi. Qui la contessa Ristori, suo malgrado, fa uno spiacevole incontro: la sua acerrima nemica Lucrezia Van Necker. La marchesa, in disparte, accerchia Elisa e scopre che lei e Fabrizio si erano sposati ed erano stati felici prima dell’imboscata ordita da Ranieri. Lucrezia, che è l’amante di Nicola di Conegliano, scopre dal barone le necessità di Elisa e comincia a esternare numerose maldicenze sul suo conto per far sì che il barone le neghi il suo aiuto. Intanto a Rivombrosa Anna si sente sempre più sola e Antonio non teme di dimostrare la sua gelosia nei confronti di Salvati. Quando Celeste legge i tarocchi ad Emilia, spaventandola, Anna non ci vede più e decide di destituirla dal ruolo di istitutrice che le era stato affidato facendola tornare in cucina. La ragazza, disperata e triste, si rifugia alla cascina di caccia dove viene raggiunta da Angelo che, dopo averle dedicato tenere parole d’amore, la bacia. 
A Napoli Isabella, appresa la notizia della presenza di Lucrezia, decide di recarsi alla sala da gioco per ucciderla ma Gaetano la ferma in tempo e le impedisce di compiere il gesto. Intanto Elisa continua a recarsi ai Quattro Venti di nascosto per incontrare Agnese e Amelia. Tali viaggi segreti vengono scoperti sia da una domestica di casa Conegliano, Maria, che lo riferisce a Lucrezia, sia da Zanni, il tirapiedi del barone. Il popolo dei lazzaroni è alle prese con l’obbligo di conferire parte delle loro ricchezze al barone: Elisa ignora che il popolo è vessato e minacciato da Conegliano e pensa che le offerte siano dedicate alla madonna in occasione di una festa patronale.
Rientrata a palazzo, la contessa Ristori riferisce che nella lettera che Fabrizio voleva inviare al Barone si faceva riferimento ad una “stella marina”. Sentire queste parole rendono il barone intrattabile ed estremamente irascibile nei confronti di Elisa, tanto da usare le maldicenze sapute da Lucrezia per ferirla. Il segreto della stella marina è conosciuto anche da Cristian che, nel frattempo, continua la sua messinscena allo scopo di trovare vendetta per un grave torto subito.

## Sesto episodio
Elisa, esasperata dai continui attacchi del barone Nicola, decide di lasciare Napoli e trovare una soluzione alternativa per salvare Rivombrosa. La baronessa Cristinella, indignata dall’atteggiamento del figlio, gli impone di aiutare Elisa per onorare il buon nome della loro famiglia altrimenti chiederà l’intervento della Regina. Durante una notte di passione, involontariamente, Lucrezia scopre la stanza segreta nella camera da letto di Nicola e rimane abbagliata dalla stella marina. Il barone, essendosi accorto di quanto visto dalla Van Necker, la allontana dal palazzo e decide di chiudere ogni rapporto con lei. Sulla scia di quanto impostole dalla madre, Nicola chiede perdono ad Elisa e cerca di ricucire i loro rapporti. Cristian intanto prosegue la sua messinscena e vede con l’odio negli occhi la ritrovata armonia tra Elisa e il barone. Per farle aprire gli occhi le rivela che i lazzaroni sono completamente assoggettati a Conegliano, il quale li tratta come schiavi. Isabella e Gaetano, al fine di evitare che Elisa possa decidere di non accettare il prestito dai Conegliano, cercano di minimizzare e negare quanto dettole da Cristian. A Rivombrosa Anna riceve pessime notizie da Napoli: perciò informa i fratelli Benac delle difficoltà incontrate da Elisa e si attiva per cercare di ottenere l’intercessione del marchese Salvati al Re. Dopo l’esautorazione dal ruolo di dama di compagnia della marchesina Emilia, Celeste prosegue a tratti il rapporto con Angelo ma non disdegna le attenzioni di Armand quando visita Rivombrosa. Anna decide di affidare l’istruzione di Celeste alle suore del convento e si confida con Suor Margherita in merito ai suoi problemi affettivi con Antonio.
Zanni aggredisce i lazzaroni e contesta il basso numero di donazioni offerte al barone, arrivando ad importunare la giovane Immacolata. Ninì e Tore, amici di Gaetano, decidono di loro iniziativa di farla pagare al barone e assalgono la sua carrozza mentre sta rientrando con Cristian a palazzo. Suo malgrado, il capitano Grey è costretto ad aiutarlo e a mettere in fuga i banditi ma Nicola riconosce Tore. Il giorno dopo, di fronte ad un Elisa incredula e sconvolta, Tore viene soccorso ferito a morte vicino al porto. La vendetta del barone non si è fatta attendere. Lucrezia, avvilita per essere stata lasciata da Nicola, cerca un modo per riconquistarlo e, avendo capito l’importanza che il diamante ha per lui e al contempo l’interesse di Cristian a recuperare quella pietra preziosa, cerca di concludere un accordo con lui per far sì che Grey possa rubarlo e lei riconsegnarglielo per rientrare nelle sue grazie. Cristian, deciso a servirsi di Lucrezia per recuperare la stella marina, decide però di desistere per amore di Elisa e la marchesa va su tutte le furie. A Torino Anna torna a frequentare Salvati e Rossana e ciò comporta un nuovo allontanamento da Antonio. Victor Benac deve rientrare a Lione per affari urgenti e chiede ad Armand di seguirlo. Un improvviso malessere impedisce però al più piccolo dei Benac di lasciare il Piemonte.
Nicola tenta di sedurre Elisa in cambio della donazione atta a salvare Rivombrosa ma la contessa lo respinge fisicamente e gli comunica che lascerà Napoli perché non vuole ottenere nulla da lui. La mattina dopo Maria, la domestica di casa Conegliano, scopre l’esistenza di Agnese e lo riferisce subito a Lucrezia. La Van Necker non perde tempo e, conscia del fatto che tutti a palazzo ignorano l’esistenza della contessina Ristori, la fa rapire. La scomparsa di Agnese e Amelia getta Elisa nella disperazione e nello sconforto.

## Settimo episodio
Elisa, devastata dalla scomparsa della figlia, deve fare i conti con una dura realtà: Lucrezia ha rapito Agnese e Amelia e se lei vuole rivederle vive deve riuscire ad introdursi nella stanza del barone e rubare la stella marina. Durante il confronto tra le due donne, avvenuto alla chiesa dei Quattro Venti, arrivano anche Isabella e Gaetano. Mentre Lucrezia sta lasciando la piazza in carrozza, la marchesa scopre che Isabella, sua dama di compagnia che credeva morta da più di quattro anni, è ancora viva. Anche Isabella incrocia il suo sguardo con Lucrezia che, sconvolta, lascia la zona con rapidità. Elisa, amareggiata ma volenterosa di salvare sua figlia, decide di tornare a palazzo e, fingendo, si riconcilia con Nicola al quale comincia a manifestare un interesse. Su impulso di sua madre Cristinella il barone riprende a corteggiare Elisa con galanteria e arriva a regalarle un cavallo. Ciò genera lira e la gelosia di Christian che, ignorando le vere ragioni del ritorno di Elisa, la maltratta accusandola di aver tradito la sua virtù. Intanto a Rivombrosa la situazione si aggrava notevolmente: Armand ha finto di stare male per non partire con Victor grazie ad un intruglio preparato da Celeste e, sempre grazie a quest’ultima, scopre che il termine dell’accordo per la restituzione dei debiti dei Ristori è scaduto. Anna si sente sempre più sola e gli scontri con Antonio diventano ormai una consuetudine ogniqualvolta lui rientra a Rivombrosa. Il marchese Salvati, accogliendo il suggerimento di Rossana, fa prelevare Celeste a Rivombrosa e la obbliga a testimoniare di fronte al Prefetto Terrazzani con riferimento a quanto ha saputo sul conto del dottor Ceppi in merito agli esperimenti sui cadaveri. A Napoli intanto Elisa è costretta ad accettare le attenzioni del barone e per questo comincia a frequentare con lui la casa da gioco. Proprio qui Lucrezia accoglie il Conte Lipton, un diplomatico inglese che dice di essere grande amico di Sir. Benton. Alla marchesa Van Necker non sfugge che Lipton non sembra conoscere quello che a Napoli tutti conoscono come Sir. Benton, ossia Christian. Elisa tenta di recuperare la stella marina ma ogniqualvolta prova ad avvicinarsi alla stanza del barone non riesce ad accedervi.
A Torino Antonio, dopo un litigio con Anna, rientra nel suo laboratorio e vi trova un folto gruppo di gendarmi: il prefetto Terrazzani lo arresta con l’accusa di esperimenti illegali. Armand, approfittando dell’assenza del fratello, firma la richiesta di riscossione del debito per sfrattare i Ristori di Rivombrosa e compie il suo desiderio di potere.
Elisa, minacciata nuovamente da Lucrezia, decide di fingere di concedersi a Nicola per accedere alle sue stanze ma, rimasta sola in attesa del barone, si accorge che il diamante non si trova più dove le aveva detto Lucrezia. All’arrivo di Nicola la contessa lo respinge e fugge dal palazzo. Inseguita da Christian, gli rivela il ricatto di Lucrezia e lui decide di aiutarla: lei dovrà distrarre la marchesa mentre lui cercherà di raggiungere la stanza di Lucrezia nella casa da gioco passando per le segrete di Napoli. Elisa si reca al casinò e si avvicina al conte Lipton con il quale inizia a giocare. Lucrezia, desiderosa di sapere se ha rubato per lei il diamante, prende il posto dell’addetto della casa da gioco e sfida frontalmente Elisa. Christian riesce ad arrivare alla stanza di Lucrezia e mette in salvo Amelia e Agnese. Quando tutte le ricchezze del conte sembrano essere perse, Elisa propone a Lucrezia un ultimo tiro di dado: se vincerà, tutti i danari torneranno nelle disponibilità del diplomatico. Il tiro le riesce e, mentre vince la partita, Lucrezia perde anche la sfida del suo ricatto: i suoi servi la avvisano che in camera sua la bambina è scomparsa e le consegnano degli occhiali da vista: la marchesa riconosce l’indizio che porta dritto a sir. Benton-Christian. Elisa torna da Isabella e finalmente può riabbracciare sua figlia e Amelia. Mentre ringrazia Christian per aver salvato la vita di sua figlia ancora una volta, i due si scambiano un tenero bacio.

## Ottavo episodio
Elisa decide di tornare a palazzo Conegliano per dare delle spiegazioni alla baronessa e metterla in guardia sugli intrighi di Lucrezia. Quest’ultima però la precede e, avendo scoperto che Christian non è Sir. Benton dal conte Lipton e che Elisa è con lui in qualche modo coinvolta visto che lui ha salvato Agnese, porta a Nicola il vero Sir. Benton. Al cospetto dei baroni di Conegliano appare il vero archeologo che smaschera Christian, il quale viene fatto arrestare da Nicola. In quel momento Benton rivela che anche Elisa lo conosceva e questo genera sconcerto e dolore alla baronessa: la Ristori pur sapendo che quello a palazzo era un impostore lo ha protetto. Il barone la caccia e la baronessa non le consente di parlarle. Elisa è sconvolta e smarrita e chiede aiuto a Isabella e Gaetano per poter incontrare l’uomo che, pur non ammettendolo, sta iniziando ad amare. A Torino, nel frattempo, Anna fa visita ad Antonio in carcere e lui le consegna un memoriale nel quale ha riassunto gli esiti e i motivi di tutti i suoi esperimenti: dovrà consegnarlo al Re per convincerlo della sua buona fede. Il Re si nega e Anna chiede a Salvati di intercedere per lei. Il marchese usa la sua arma di ricatto: farà in modo che il Re liberi Ceppi solo se lei gli si concederà. Sdegnata, Anna lascia palazzo Salvati.
Christian viene torturato da Zanni: Nicola vuole che gli dica la verità e il motivo per cui si è finto Benton. Grey non ammette né confessa nulla se non un’intenzione: uccidere il barone. Nicola ordina a Zanni di farlo uccidere con un veleno che agisce lentamente. Lucrezia, tornata nelle grazie del barone, si trasferisce a vivere a palazzo e questo genera il dispiacere e il disappunto della baronessa Cristinella. La marchesa non perde occasione per far valere le sue doti sensuali su Nicola. Elisa intanto riesce, grazie ad una guardia amica di Gaetano, a incontrare Christian. La donna gli chiede di essere sincero: vuole la verità e i veri motivi che lo hanno spinto a Napoli. L’uomo le rivela solo una cosa: il suo vero nome è Cristiano. 
A Rivombrosa giunge il Prefetto Terrazzani insieme ad Armand: entro tre giorni Anna e i Ristori dovranno lasciare la tenuta perché ora è di proprietà dei Benac. Antonio in carcere è chiamato a soccorrere un uomo la cui caviglia sta andando in gangrena e, nel delirio, l’uomo chiede perdono a Dio per aver preso parte ad un’aggressione mortale ad un conte. Antonio rimane colpito da queste rivelazioni ma poi l’uomo perde i sensi e lui lo opera per evitargli l’amputazione. 
Elisa vuole salvare Cristiano a tutti i costi e chiede a Gaetano di aiutarla. L’uomo richiama Mimì e gli dice che se vuole farsi perdonare per quanto accaduto a Tore dovrà seguire alcune sue indicazioni. Con una messinscena Cristiano viene fatto evadere e al suo posto in carcere entra Mimì. Elisa intanto si presenta a Caserta per incontrare la baronessa che si trova dalla Regina. Cristinella la fa cacciare ma Elisa rimane ad attenderla, così, su consiglio di sua maestà, Cristinella acconsente ad incontrarla. Le due donne tornano insieme a Palazzo Conegliano e Elisa rivela alla baronessa le ragioni del suo comportamento. Cristinella scopre che negli intrighi di Lucrezia è coinvolta anche la sua domestica Maria e, sconvolta, rincuora Elisa: si occuperà lei di risolvere tutto.
Anna è costretta a lasciare Rivombrosa davanti ad uno sguardo soddisfatto e compiaciuto da parte di Armand. Martino sceglie di rimanere ma viene relegato nelle stanze della servitù. Benac decide di prendere la stanza che fu di Fabrizio ed Elisa e comincia a dare disposizioni in merito alla tenuta. L’uomo avvicina anche Celeste e comincia a farle capire che potrebbe diventare la sua amante. Suor Margherita cerca di sostenere Anna in questo momento di difficoltà e le comunica che Emilia vorrebbe recarsi a Parigi a studiare. Oltre a tutti questi problemi, la marchesa trova anche una porta in faccia da Ceppi: il dottore, ormai senza speranze, le dice che non c’è più nulla da fare, né per lui né per Rivombrosa. Anna, devastata e impotente di fronte a tutte le problematiche che la affliggono, cede al ricatto del marchese Salvati: gli si concede in cambio della libertà per Antonio.
A Napoli, intanto, mentre Elisa riabbraccia Cristiano finalmente libero, Lucrezia, conscia di essere stata smascherata da Elisa agli occhi della baronessa, la implora di non rivelare nulla a Nicola. Cristinella la sfida e le comunica che le impedirà di ingannare oltre suo figlio. La marchesa Van Necker, messa alle strette, estrae dall’acconciatura della sua chioma uno stiletto e uccide la baronessa. Nicola rientra a palazzo di viene accolto da una Lucrezia sconvolta che le dà la notizia: Elisa si è introdotta a palazzo e ha ucciso sua madre. Il barone, scioccato, accorre dalla madre mentre il volto di Lucrezia vede le finte lacrime lasciare spazio ad un sorriso beffardo.

## Nono episodio
Nicola è furente e distrutto dalla morte della madre e, ritenendo Elisa l’unica colpevole, ordina a Zanni e ai suoi sgherri di trovarla ovunque si trovi. Ai Quattro Venti la notizia dell’uccisione di Cristinella non tarda ad arrivare così come la voce che circola in merito all’esecutore dell’omicidio. Elisa, sconvolta dall’accusa di aver ucciso la baronessa e triste per la sua morte, vuole proclamare la sua innocenza intuendo la responsabilità di Lucrezia. Isabella e Gaetano le fanno capire che è impossibile per lei dimostrare la sua innocenza e lo stesso le viene detto da Cristiano. A Napoli arriva nel frattempo Angelo, inviato da Anna affinché comunicasse ad Elisa dell’esproprio di Rivombrosa. L’incontro con Amelia e Agnese è commovente ma le notizie portate gettano Elisa nel dolore: non ha mantenuto la promessa fatta sulla tomba di Fabrizio in merito alla difesa di Rivombrosa. Nonostante le richieste di Cristiano di rimanere con lui a Napoli, la contessa decide di tornare a Rivombrosa. A Torino Anna ha un confronto con Margherita: la marchesa vorrebbe che la figlia Emilia rimanesse con lei e non partisse per il liceo francese perché si sente sola. Suor Margherita si offre come confidente e Anna le rivela di aver ceduto al ricatto di Salvati per salvare Antonio. Il dottor Ceppi, convocato dal Prefetto Terrazzani, viene rilasciato e scopre che chi ha testimoniato in suo favore è Salvati. La gioia di rivedere Antonio libero che esplode in Anna viene ben presto accantonata dal senso di colpa per averlo tradito. Nel frattempo da Lione fa ritorno Victor, accompagnato dalla sorella minore Juliette. Arrivato alla cascina scopre che Armand ha espropriato Rivombrosa, cacciato i Ristori dal castello e vi si ci è stabilito. Il confronto tra i due fratelli è forte e Armand rivela di aver pianificato tutto già anni prima, arrivando anche a confessare al fratello di essere il vero esecutore materiale dell’omicidio di Fabrizio. Victor è sconvolto e devastato dalla notizia: teme che Elisa potrebbe non perdonarlo mai per non aver rivelato già tre anni e mezzo prima del coinvolgimento del fratello nell’agguato ordito da Ranieri e si sente in colpa con Martino che lo crede un padre.
Lucrezia convince Nicola ad attirare Elisa in una trappola; Zanni riesce a catturare con uno stratagemma Gaetano e Isabella viene ricattata: se vuole rivederlo vivo, i lazzaroni dovranno consegnare Elisa al barone. Nonostante la contrarietà di Amelia e Angelo, Elisa decide di accettare lo scambio. Isabella si reca quindi a palazzo Conegliano e concorda con Nicola i termini dell’accordo: Elisa verrà consegnata ma avrà salva la vita e subirà un regolare processo. Mentre lascia la casa, Isabella viene avvicinata da Lucrezia che la minaccia e schernisce. All’alba del giorno dopo è tutto pronto per lo scambio ma quando i due prigionieri stanno per essere consegnati reciprocamente Mimì nota che due mercenari sono pronti ad uccidere Elisa. Lo scambio degenera e, mentre la contessa Ristori fugge inseguita dai due mercenari, Nicola ferisce Ciro e Mimì e Zanni è sul punto di uccidere Gaetano. Isabella però riesce a raggiungere Lucrezia e la prende in ostaggio: Nicola ordina a Zanni di liberare Gaetano ma appena Isabella rilascia Lucrezia il barone lancia un segnale al suo sgherro affinché elimini Gaetano. Fortunatamente Mimì si accorge e lancia un pugnale dritto al cuore di Zanni, che cade a terra morto, salvando Gaetano. Elisa si nasconde in una parete segreta dei giardini abbandonati di palazzo Conegliano e scopre il tesoro di Nicola: tutti i beni rubati ai Lazzaroni tra cui anche la fantomatica stella marina. Una volta uscita, Elisa è ancora sotto attacco ma il provvidenziale intervento di Cristiano le salva la vita. Anna, su impulso di Antonio, fa visita al salotto di Salvati. Ceppi vuole manifestare la sua gratitudine per l’aiuto ricevuto, mentre Anna vuole rifuggire Ercole che, al contrario, la importuna e le fa sapere che non si accontenterà di un solo incontro passionale. Rossana assiste alla scena e chiede a Salvati di smettere, ma il marchese non è intenzionato a porre fine al suo divertimento. Victor decide di trasferirsi a Rivombrosa per controllare il fratello e impedirgli di creare nuovi danni alla tenuta.
A Napoli i lazzaroni festeggiano la liberazione di Elisa e Gaetano e viene organizzata una grande festa. Elisa e Cristiano si appartano e tra loro scoppia una notte d’amore e di passione.

## Decimo episodio
Cristiano rivela ad Elisa la verità che si cela dietro a tutti i suoi segreti: è il Principe di Montesanto, erede dell’antica dinastia che governava Napoli. Il barone Michele di Conegliano, assetato di potere, condusse una congiura che portò allo sterminio dei principi per ottenere il loro potere e dominio su Napoli. Cristiano venne salvato dalla mattanza grazie ad un domestico fedele che lo fece imbarcare su una nave diretta in Inghilterra verso una famiglia amica dei genitori. Elisa, sconvolta, realizza che l’uomo che ha provato ad uccidere il barone di Conegliano quando questi è stato salvato da Fabrizio altri non era che Cristiano: i due si sono conosciuti. Nicola nel frattempo medita su come catturare Elisa ma il numero insufficiente di uomini a sua disposizione non gli consente di attaccare i Quattro Venti. Lucrezia, ormai con sempre maggiore ascendente su di lui gli consiglia di appellarsi alla Regina affinché affidi al suo servizio un numero sufficiente di militari per aggredire i lazzaroni e trovare Elisa. Intanto a Torino Anna e Antonio si trovano nella sua vecchia casa e qui vengono raggiunti dai Benac che chiedono aiuto per le condizioni di salute della sorella Juliette. Nonostante la contrarietà di Anna, Antonio la cura e le consente di tornare a Rivombrosa in buone condizioni. A Rivombrosa Armand si comporta da tiranno: maltratta tutta la servitù e in particolare Martino. Celeste approfitta sempre più del suo ascendente sul Benac e questo manda su tutte le furie sia Bianca che Giannina. Elisa intanto dà mandato ad Angelo di prenotare la nave per tornare in Piemonte e chiede a Cristiano di rinunciare alla sua vendetta e partire con lei. Lui però non riesce a mettere da parte la sua voglia di uccidere Nicola per vendicare la sua famiglia. Elisa, ad ogni modo, gli consegna la stella marina che ha trovato nelle segrete del palazzo e poi lo lascia. Prima di andarsene però vuole dimostrare la sua innocenza e con Isabella prova a chiedere a Maria, la domestica dei Conegliano che è al servizio di Lucrezia, di confessare e scagionarla dall’accusa di aver ucciso la baronessa. Maria fugge e così le due donne chiedono a Fra Simone, che si reca a palazzo per le confessioni, di convincerla a parlare. Maria però si rifiuta e fugge. La scena viene vista da Lucrezia che intuisce quindi di essere in pericolo. A Torino Anna ha un nuovo diverbio con Antonio: per poter assistere nuovamente Juliette che ha avuto un nuovo malore, si perde la partenza per Parigi di Emilia. Intanto Salvati implora Rossana di aiutarlo a rivedere Anna e sostiene di volersi limitare a porgerle delle scuse per quanto occorso tra loro. Nicola incontra la Regina e, su spinta di Lucrezia, le chiede la disponibilità dei soldati per arrestare Elisa. La Regina, però, lo mette in guardia su Lucrezia e gli ricorda che la baronessa, prima di morire, si era riappacificata con la contessa Ristori. Lucrezia, intuendo che Maria è un pericolo, la convoca e le chiede di dirle tutto ciò che Fra Simone le ha detto. La ragazza confessa alla marchesa che Elisa vorrebbe incontrarla in chiesa, così Lucrezia le fa scrivere una lettera in cui manifesta la volontà di incontrarla. Il giorno dell’incontro Maria non si presenta ma arriva in chiesa Lucrezia che, con uno stiletto, tenta di pugnalare a morte Elisa: fra Simone, per salvarla, si frappone e rimane ucciso. Tutti i lazzaroni sono furiosi e devastati dall’omicidio del religioso per mano di Lucrezia e Cristiano, ormai stanco delle prepotenze di Conegliano, confessa a tutti la sua vera identità. Con un discorso sensazionale, il Principe di Montesanto chiama tutti i lazzaroni alle armi. Elisa, delusa, si avvia al porto con Agnese, Amelia e Angelo ma, poco prima di partire, decide di tornare indietro per non lasciare Cristiano. I lazzaroni assalgono palazzo Conegliano e Cristiano rivela a Nicola la sua vera identità. Il barone, sorpreso e rassegnato, dichiara la resa ed è pronto ad essere giustiziato. Gaetano, nel frattempo, circola per le stanze del palazzo con la volontà di uccidere Lucrezia che si nasconde dietro le tende della voliera. Cristiano, ripensando alle parole di Elisa, risparmia Nicola e dà mandato ai lazzaroni di riprendersi tutte le ricchezze che i Conegliano gli avevano tolto. Lucrezia e Nicola sono salvi. A Torino Anna riceve Salvati e Rossana ma il marchese, che sembrava doversi scusare, le manca ancora di rispetto e, all’arrivo di Antonio, gli rivela che Anna gli si è concessa e lui, in cambio, ha fatto sì che venisse liberato. Antonio, furente, lo schiaffeggia e lo sfida a duello. Elisa, trepidante di gioia per il fatto che Cristiano ha rinunciato alla sua vendetta, gli chiede di partire per Rivombrosa insieme e lui accetta.

## Undicesimo episodio
Amelia, Angelo e Agnese arrivano a palazzo Radicati e riabbracciano Anna. Elisa e Cristiano vengono sorpresi d’assalto dall’arrivo di numerosi gendarmi reali capitanati da Nicola, deciso a vendicarsi per l’affronto dei lazzaroni e per uccidere Elisa. Il popolo dei Quattro Venti affronta i soldati e Cristiano consegna a Elisa dei diamanti per riscattare Rivombrosa promettendogli che la raggiungerà al più presto. Elisa, non convinta accetta, ma durante la fuga verso il porto viene intercettata dal barone che le punta la sciabola. La donna decide di non difendersi proclamando tutta la sua innocenza. Durante l’appassionato confronto, Cristiano, distratto dal vedere Elisa sotto scacco di Nicola, viene colpito da un gendarme e precipita da un balcone. La contessa, disperata, assiste al ferimento dell’amato e, prima di potersi rendere conto delle sue condizioni, viene trascinata via da alcuni popolani che la obbligano a salire su una nave e a partire. Isabella e Gaetano soccorrono Cristiano, vivo ma in gravi condizioni. Nicola vuole la verità sulla morte di sua madre e così raggiunge la casa di Maria, scomparsa da giorni da palazzo Conegliano. La domestica, terrorizzata, ammette che quando Elisa lasciò il palazzo, il giorno della morte di Cristinella, la baronessa era viva e inoltre rivela che la donna aveva scoperto del rapimento di Agnese ordito da Lucrezia. Nicola, alla casa da gioco, affronta Lucrezia e la smaschera minacciandola con la sua spada. La marchesa Van Necker, non si sa se mentendo o se affermando il vero, rivela al barone di aspettare un figlio da lui. Nicola, inizialmente perplesso e scosso, decide di risparmiarle la vita imponendole però di lasciare Napoli. Lucrezia, spavalda, lascia la città.
Anna, sorretta da Margherita, cerca di convincere Antonio a rinunciare al duello e lo supplica di perdonarla. L’uomo è ferito nell’orgoglio e non sente ragioni, quindi scaccia la marchesa che, in lacrime, lascia il suo studio medico. Intanto Celeste e Armand divengono amanti e Angelo, ferito, è costretto ad allontanarsi dalla donna che credeva di amare.
Dopo qualche giorno Elisa fa ritorno a Torino e riabbraccia tutti i suoi cari. Tornata a Rivombrosa, la contessa affronta anche Armand e si reca dal Prefetto Terrazzani chiedendo il suo aiuto per ottenere l’estinzione del debito. Victor accetta ma Armand non cede e vuole mantenere la proprietà. Elisa è sempre più preoccupata perché non conosce le condizioni di Cristiano e scrive immediatamente una lettera a Isabella. Rossana, delusa e sempre più distante da Salvati, decide di ricattarlo: se non rinuncerà al duello con Ceppi, lei dirà al Re la sorte subita da Madame Rolland. Salvati l’ha fatta rinchiudere in un manicomio. L’uomo finge di cedere al ricatto della Chevalier e le chiede di poter vedere Anna un’ultima volta per comunicarle che non affronterà Ceppi. Durante l’incontro, però, Ercole disattende gli accordi e chiede ad Anna di concedersi a lui un’altra volta in cambio di un suo passo indietro. Anna è avvilita e caccia l’uomo di casa, mentre Rossana è costernata. Elisa chiede a Victor di aiutarla a riscattare Rivombrosa. A Napoli Cristiano lotta tra la vita e la morte assistito da Gaetano e Isabella. Victor fa un atto di forza e promuove la partenza di tutta la servitù di Rivombrosa: tutti lasciano la tenuta. Al fianco di Armand restano solo Celeste e Juliette. La sera prima del duello, Elisa sorprende Anna che sta per recarsi da Salvati e si rende anche conto che voleva portare un coltello per ucciderlo. Elisa la blocca e le impedisce di compiere questa pazzia. Il giorno seguente il duello inizia: Salvati spara il primo colpo e ferisce di sfioro Antonio. Ceppi, invece di ribattere, spara il colpo a vuoto quasi a volersi lasciare uccidere dal marchese che gli punta la pistola per colpirlo al cuore ma, poco prima di sparare, irrompono Elisa e Anna e quest’ultima si frappone tra Antonio e il colpo rimanendo ferita. Salvati nel frattempo aveva dato l’ordine di uccidere Madame Rolland, ma Rossana riesce ad intervenire e a salvarla. Anna viene soccorsa e operata da Antonio e, fortunatamente, si salva. Il Re, avvertito da Rossana e conscio di quanto occorso alla povera Therese sia fidata amica, fa arrestare Salvato e gli nega il permesso ad esercitare come medico. Rossana, costernata, incontra Anna comunicandole dell’arresto di Salvati e fa la conoscenza di Elisa, invitandola a recarsi presso il suo palazzo di Parigi. Victor, deciso a fermare la follia del fratello, si reca da Terrazzani e lo denuncia per l’omicidio di Fabrizio Ristori.